# Maler von Vatikan 73

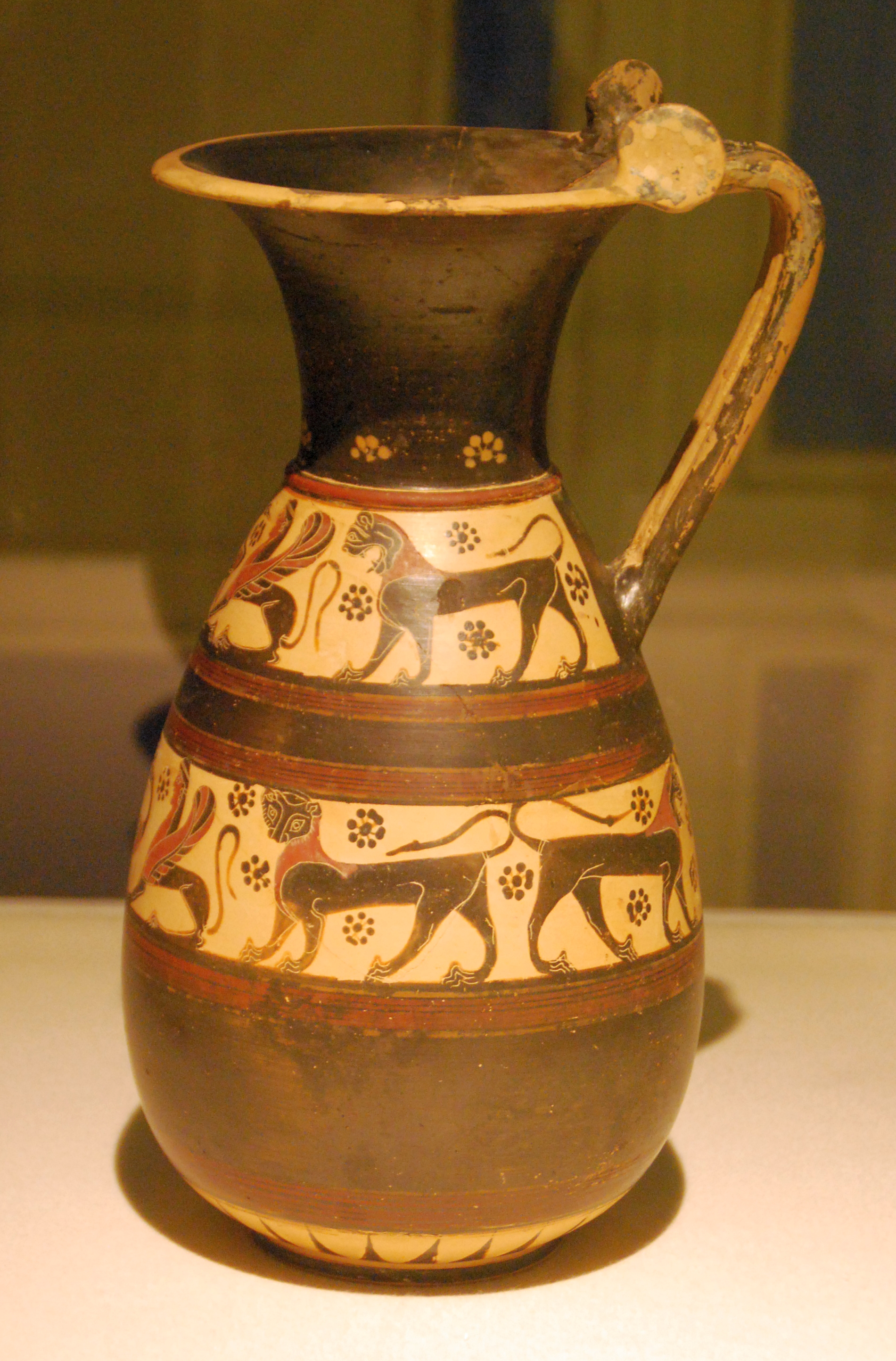
Rotelenkanne des Malers von Vatikan 73 im Museum August Kestner in Hannover.

Der Maler von Vatikan 73 war ein um 650 – 625 v. Chr. tätiger korinthischer Vasenmaler in der Übergangszeit von der Spätprotokorinthischen zum Frühkorinthischen Stil. Seinen Notnamen erhielt er nach der im Vatikan aufbewahrten Olpe mit der Inventarnummer 73. Er bemalte Oinochoen und Olpen mit Tierfriesen. Von seinem Stil ist der sogenannten Sphinx-Maler abhängig.

## Werke (Auswahl)
- Boston, Museum of Fine Arts

Oinochoe 64.14 
- Gotha, Schlossmuseum

Olpe Ahv 2
- Malibu, J. Paul Getty Museum

Oinochoe 85.AE.88  • Olpe 85.AE.89 
- Rom, Museo Nazionale di Villa Giulia

Olpe 21142 • Olpe 21143
- St. Petersburg, Eremitage

Olpe 1396
- Vatikan, Museo Gregoriano Etrusco

Olpe 73  • Olpe 74
- Madison, Wisconsin, Chazen Museum of Art

Olpe 1983.66 